# Sutinske Toplice
 Sutinske Toplice  gyógyüdülőhely Horvátországban Krapina-Zagorje megyében. Közigazgatásilag Mihovljanhoz tartozik.

## Fekvése
Krapinától 13 km-re, községközpontjától 4 km-re délkeletre a Horvát Zagorje területén fekszik.

## Története
Sutinske Toplice első írásos említése 1258-ban "Zotischa" alakban történt, Zagoria várának uradalmához tartozott. Több birtokos után 1745-ben a Sermage családé lett. Ebben az időben az itteni termálvíz források még nagyon elhanyagoltak voltak. Ők voltak az elsők, akik a források környezetét rendbe hozták és megépíttették az első medencét. Az itteni víz gyógyhatásait először a megye többi meleg vizű forrásaival együtt 1772-ben a francia származású orvos Ivan Lalague vizsgálta meg. Ennek eredményét 1779-ben hozta nyilvánosságra, melyben megemlíti hogy a víz nőgyógyászati betegségek, reuma, húgyúti megbetegedések és elmebajok kezelésére kiválóan alkalmas. A 19. századi vizsgálatok megerősítették a víz gyógyító hatását. A 19. század vége óta Sutinske Toplice az ország egyik ismert gyógyfürdője, melyet számos ismert horvát közéleti személyiség is meglátogatott. Trianonig Varasd vármegye Zlatari járásához tartozott. A településnek 2001-ben nem volt állandó lakosa.

## Nevezetességei
- Gyógyfürdőjének ma három nyitott medencéje van, egyelőre szállás kapacitás nélkül üzemel. A 31-34 fokos gyógyvíz dús ásványi anyag tartalmú, főként kalciumban, magnéziumban gazdag és enyhén radioaktív.
- Szutinszka várának csekély maradványai.

## Külső hivatkozások
- A község hivatalos oldala